# Complete of PAMELAH at the BEING studio
『complete of PAMELAH at the BEING studio』（コンプリート・オブ・パメラ・アット・ザ・ビーイング・スタジオ）は、PAMELAHのアルバム。

## 概要
- 「at the BEING studio」シリーズ第7弾。
- 全シングル曲に加え、 水原由貴のソロ曲、さらに未発表曲を含むシングルコレクション的なアルバム。
- 全曲リマスタリング、ライナーノーツ付き、スペシャルBOX仕様。
- 2012年9月26日に価格を1680円に改めた再発盤が期間限定で発売された。

## 収録曲
1. LOOKING FOR THE TRUTH
2. I FEEL DOWN
3. キレイになんか愛せない
4. I shall be released
5. BLIND LOVE
6. 涙
7. SPIRIT
8. いとしいキミ
9. CONFIDENCE
10. TWO OF HEARTS
11. キズナ
12. 記憶
13. 許されない恋
14. individualism
15. LOVE IS PAIN
水原由貴のソロシングル。
16. 曖昧
お蔵入りになっていた未発表曲。水原のソロシングルと同時期に制作されていた。

- 作詞:Mariko Kurosawa (1)、水原由貴(2-16)
- 作曲:小澤正澄(1-14,16)、後藤康二(15)
- 編曲:小澤正澄(1-14,16)、大島康祐(15)